# 比查爾峰
比查爾峰（英語：Birchall Peaks）是南極洲的山峰，位於瑪麗伯德地的布洛克灣南部，該山峰在1929年由美國探險家李察·柏德帶領的探險隊發現，以《紐約時報》員工弗雷德里克·比查爾的姓名命名，現時受南極條約體系管理。